# Gesta e opinioni del dottor Faustroll, patafisico
Gesta e opinioni del dottor Faustroll, patafisico (Gestes et opinions du docteur Faustroll, pataphysicien) è un romanzo dello scrittore e drammaturgo francese Alfred Jarry, pubblicato postumo nel 1911.
L'autore ha gettato le basi della patafisica, citando questa "disciplina" per la prima volta nelle pagine del romanzo. Lo scrittore francese narra, attraverso un fitto gioco di riferimenti poetici, neologismi e sinestesie, le avventure fantasmagoriche del dottor Faustroll, un eterno sessantatreenne che, in compagnia di una scimmia "modificata" (Bosse-de-Nage) e di un ufficiale giudiziario (Panmuphle), viaggia via terra per Parigi su un canotto alla scoperta di isole, castelli e creature mirabolanti. L'opera si configura come una colta allucinazione liceale, ricca di citazioni rabelaisiane, immagini sapienziali, formule e motti di spirito. L'antimatematica di Jarry arriva, nel finale, a descrivere scientificamente l'aldilà e a definire algebricamente Dio in una lettera post mortem del dottor Faustroll.

## Edizioni
- (FR) Alfred Jarry, Gestes et opinions du docteur Faustroll, pataphysicien, suivi de Spéculations, Parigi, Eugene Fasquelle editore, 1911.
- Alfred Jarry, Il dottor Faustroll: gesta e opinioni del dottor Faustroll patafisico: romanzo neoscientifico, traduzione di Stefano Jacini, prefazione di Carlo Bo, Gli anelli. Narrativa, n. 2, Milano, Giordano, 1966,  p. 160.
- Alfred Jarry, Gesta e opinioni del dottor Faustroll, patafisico, a cura di Claudio Rugafiori, Piccola biblioteca Adelphi, n. 161, Milano, Adelphi, 1984,  p. 141, ISBN 9788845905735.
- (EN) Alfred Jarry, Exploits & Opinions of Doctor Faustroll, Pataphysician - A Neo-Scientific Novel, Boston, Exact Change, 1996.